# Nuret-le-Ferron
Nuret-le-Ferron is een gemeente in het Franse departement Indre (regio Centre-Val de Loire) en telt 315 inwoners (1999). De plaats maakt deel uit van het arrondissement Le Blanc.

## Geografie
De oppervlakte van Nuret-le-Ferron bedraagt 44,0 km², de bevolkingsdichtheid is 7,2 inwoners per km².
De onderstaande kaart toont de ligging van Nuret-le-Ferron met de belangrijkste infrastructuur en aangrenzende gemeenten.

## Demografie
Onderstaande figuur toont het verloop van het inwonertal (bron: INSEE-tellingen).